# Последний Дозор
«После́дний Дозо́р» — роман российского писателя-фантаста Сергея Лукьяненко, четвёртый из серии произведений, рассказывающих о вымышленном мире Иных. Роман был написан в 2005 году и впервые опубликован издательством «АСТ» в 2006 году. Состоит из трёх повестей — «Общее дело», «Общий враг» и «Общая судьба». Вместе с романами «Ночной Дозор», «Дневной Дозор», «Сумеречный Дозор», «Новый Дозор», «Шестой Дозор», а также несколькими рассказами писателя и рядом произведений других авторов входит в цикл «Дозоры».
Действие романа происходит в современных на момент написания Москве, Эдинбурге, Самарканде. Помимо привычного мира людей существует мир Иных, к которым относятся маги, волшебники, оборотни, вампиры, ведьмы, ведьмаки и прочие произошедшие от людей, но не относящие себя к ним существа. Иные делятся на Светлых и Тёмных. Добро больше не вступает в активное противоборство со Злом, а находится с ним в динамическом равновесии. Для соблюдения баланса Света и Тьмы любое доброе магическое воздействие должно уравновешиваться злым. За соблюдением этого порядка следят специально созданные организации Иных — Дозоры. Интересы Светлых представляет Ночной Дозор, интересы Тёмных — Дневной Дозор. Работу Дозоров контролирует Инквизиция.
В первой части романа Светлый маг Антон Городецкий отправляется в Эдинбург для помощи в расследовании убийства, в ходе которого выясняется, что трое Иных — Светлый, Тёмный и Инквизитор — охотятся за артефактом Мерлина. Во второй части Антон отправляется в Самарканд на поиск Рустама, который обладает знаниями об артефакте, находит древнего мага и получает возможность задать один вопрос. В третьей части уже известная тройка Иных похищает Городецкого и заставляет разгадать загадку Мерлина, шантажируя его ядерным взрывом семьи. Антону удаётся найти ответ и переиграть похитителей.
В 2007 году на «РосКоне» — конференции писателей, работающих в жанре фантастики, — роман «Последний Дозор» был удостоен премии «Бронзовый РОСКОН» за третье место в номинации «Роман».

## Вселенная романа
Мы — Иные,

Мы служим разным силам,

Но в сумраке нет разницы между отсутствием тьмы и отсутствием света.

Наша борьба способна уничтожить мир.

Мы заключаем Великий Договор о перемирии.

Каждая сторона будет жить по своим законам,

Каждая сторона будет иметь свои права.

Мы ограничиваем свои права и свои законы.

Мы — Иные.

Мы создаем Ночной Дозор,

Чтобы силы Света следили за силами Тьмы.

Мы — Иные.

Мы создаем Дневной Дозор,

Чтобы силы Тьмы следили за силами Света.

Время решит за нас.
Помимо нашей реальности, существует Сумрак — параллельный мир, доступный только Иным. Чтобы попасть в Сумрак нужно найти свою тень, поднять и шагнуть в неё. Сумрак предоставляет Иным явное преимущество практически безнаказанно делать что угодно из-за своей недоступности для людей. Кроме того, в Сумраке время течёт медленнее, из-за чего Иные могут быстрее двигаться и обладать нечеловеческой реакцией. Стычки между ними, как правило, происходят именно в Сумраке. Считается, что Сумрак является «эмоциональной проекцией реального мира». Эмоциональная энергия всего мыслящего на Земле накапливается в Сумраке и дает Иным магические силы. Одновременно, Сумрак поглощает силы вошедшего и может быть опасным для мага, если тот не рассчитал своих возможностей. Сумрак состоит из нескольких слоёв, для входа на каждый из которых нужно шагнуть в собственную тень на предыдущем уровне. Чем глубже слой, тем сложнее это сделать, поэтому лишь немногие могут свободно использовать уровни, начиная со второго. Первый слой отдалённо напоминает окружающий мир, в то время как остальные все сильнее и сильнее отличаются от него.
Иные рождаются среди обычных людей, но отличаются от них способностью входить в Сумрак. С развитием магического общества и знаний о Сумраке Иные стали специально заниматься поиском потенциальных Иных, чтобы помочь тем первый раз войти в Сумрак и обучить их пользоваться своими способностями. Все Иные в зависимости от эмоционального состояния в момент первого входа в Сумрак оказываются либо на стороне Света, либо на стороне Тьмы. Сменить сторону рядовому Иному практически невозможно. Основная разница проявляется в отношении к людям. Светлые не пользуются способностями для личной выгоды. При этом разница между Светом и Тьмой «исчезающе мала», это не классические чистые Добро и Зло. Тёмные могут исцелять и помогать, а Светлые отказать в помощи. Силы Иных не равны, существует семь различных уровней: от слабого седьмого до сильного первого. В эту шкалу не попадают «волшебники вне категорий», которые сильнее всех остальных. В зависимости от уровня и опыта Иной занимает определённое место во внутренней иерархии. Светлые и Тёмные Иные питаются только определённым типом человеческих эмоций, поэтому напрямую заинтересованы в торжестве соответствующих взглядов на жизнь. Борьба Тёмных и Светлых за человечество продолжалась тысячи лет, пока не был заключён Договор. С момента его подписания противостояние Иных происходит по оговорённым правилам, за соблюдением которых следят специально созданные организации — Ночной и Дневной Дозоры. Кроме того, за соблюдением обеими сторонами Великого Договора следит Инквизиция, в состав которой входят как Светлые, так и Тёмные.

## Сюжет
«Данный текст допустим для сил Света.
Ночной Дозор.
Данный текст допустим для сил Тьмы.
Дневной Дозор»

### Общее дело
В Эдинбурге в парке аттракционов убивают русского. Все признаки указывают на то, что совершил это вампир. Так как отец убитого является отказавшимся от инициации Иным, который помогал Светлым, глава московского Ночного Дозора Гесер поручает Антону Городецкому неофициально помочь Ночному Дозору Эдинбурга в расследовании. Глава московского Дневного Дозора Завулон просит о том же, пообещав содействие. В самолёте Антон сталкивается с повзрослевшим Егором, которого спас ещё во время своего первого полевого задания. Егор так и не выбрал между Светом и Тьмой. В Эдинбурге Городецкий посещает место преступления, где обнаруживается, что кровь не выпита вампиром, а выпущена в воду в пещере аттракциона. Антон полагает, что кто-то пытался имитировать вампира, но глава местного Ночного Дозора Фома Лермонт убеждает его в обратном. Егора также пригласил он, так как тот является потенциальным кандидатом на роль Зеркала в случае, если баланс сил нарушится.
Возле гостиницы, в которой поселился Городецкий, его ожидает засада в виде автоматического оружия, которое не распознаётся в Сумраке и стреляет заколдованными пулями. Антон понимает, что в городе происходит что-то серьёзное, советуется с Завулоном и Гесером, после чего вызывает на помощь сотрудника московского Ночного Дозора Семёна. На следующий день оба мага идут к Лермонту, чтобы узнать, цела ли печать от тайника Мерлина, который легендарный абсолютный маг в своё время устроил на месте текущего аттракциона из-за значительного потока силы в данном месте. Но Фома уже проверил, и печать действительно пропала. На Дозорных нападают люди, вооружённые автоматическим оружием и различными амулетами, позволяющими видеть и атаковать магов. Антон понимает, что это организовано для отвлечения внимания. Вместе с Фомой и Семёном они перемещаются к тайнику Мерлина, где преступники уже прошли мимо оставленной охраны. Фома и Антон идут за ними до шестого слоя Сумрака. Там Мерлин оставил загадку — ключ к артефакту под названием «Венец Всего». Фома, сумевший первым пройти на шестой слой, сообщает, что за артефактом охотятся трое — Светлый, Тёмный и Инквизитор. Но им удалось скрыться.

### Общий враг
Никто в Дозорах не знает, какой именно артефакт спрятал Мерлин, но один из его современников, Светлый Высший маг Рустам, доживший до сегодняшних дней, может что-то знать, так как был в относительно дружеских отношениях с Мерлином. Рустама уже десять лет никто не видел, поэтому Антона в сопровождении бывшего узбекского дозорного Алишера посылают в Самарканд на его поиски. Рустам был другом Гесера до того, как они поссорились. Однако он остался должником Гесера, поэтому, вероятнее всего, ответит на вопрос, если что-то знает про артефакт. Антона экипируют различными боевыми жезлами и защитными амулетами. Его шестилетняя дочь Надя, неинициированная абсолютная Иная, предсказывает его встречу с неким Афанди.
В Самарканде на совместный офис местных Дозоров нападают люди, как и в Эдинбурге, вооружённые автоматическим оружием и различными амулетами, позволяющими видеть и атаковать магов. Городецкий, как самый сильный маг, организует отступление Дозорных, потеряв нескольких Иных. В Сумраке Антона встречает дэв, которого ему с большим трудом удаётся уничтожить. После этого он, Алишер и Афанди, оказавшийся сотрудником Ночного Дозора Самарканда и учеником Рустама, останавливаются отдохнуть в местной чайхане, где их пытаются отравить. Для встречи с Рустамом, по словам Афанди, им нужно ехать в горы на плато, где когда-то состоялась битва между Светлыми и Тёмными. Рустам использует тело Афанди, чтобы на время вернуться в обычный мир, и рассказывает про «Венец Всего». Вслед за этим Антон сталкивается с инквизитором Эдгаром, который атакует Дозорных. Оказывается, Эдгар — один из трёх высших Иных, которые хотят добраться до артефакта и привести его в действие. Между Антоном и Эдгаром происходит магический поединок, который заканчивается вничью, и Эдгар скрывается.

### Общая судьба
В Москве незарегистрированный Высший вампир нападает на группу стажёров и преподавателя Ночного Дозора. Аура, снятая одним из стажёров, помогает Антону понять, что нападавший — его бывший сосед Геннадий Саушкин, отец погибшего ранее Кости. Антон и Ольга проникают в квартиру Геннадия и узнают, каким образом ему удалось так высоко поднять свой уровень. На следующий день Геннадий и Эдгар захватывают Антона, шантажируя его угрозой взорвать в центре Москвы ядерную бомбу, что приведёт к смерти как людей, так и Иных, включая его семью. Антона снова привозят в Шотландию, где его встречает бывшая Высшая ведьма Арина, ставшая Высшей целительницей и оказавшаяся последним членом этой тройки. Ещё в самолёте Антон разгадывает загадку Мерлина и одновременно придумывает ложную версию для своих похитителей.
Городецкий сообщает тройке Высших, что им необходимо уничтожить голема Мерлина на пятом слое Сумрака, так как он одновременно и хранитель артефакта. Сам же Антон уходит вслед за появившимся Мерлином на шестой слой Сумрака, где встречает развоплощённых Иных, в том числе Костю, Тигрёнка, Алису, Игоря из предыдущих книг цикла, которые, оказывается, не умерли окончательно, а обитают на этом уровне. Тройка Высших полагала, что при помощи артефакта Мерлина можно вернуть их обратно в наш мир. Антон окончательно понимает, что последним, седьмым, слоем сумрака и является наш мир, а ушедшие в Сумрак Иные хотят умереть окончательно, в чём может помочь искомый артефакт. Сам Антон не может пройти на седьмой уровень, а на пятом его встретят Высшие. Но из этой ловушки Городецкого вытаскивает Надя, теперь уже инициированная Абсолютная Светлая волшебница. Когда Антон рассказывает Эдгару и Геннадию, что их ждут родные, те сами развоплощаются. Арина, теперь Светлая целительница, уходит в неотслеживаемый портал. Антон активирует артефакт Мерлина.

## Создание и издание

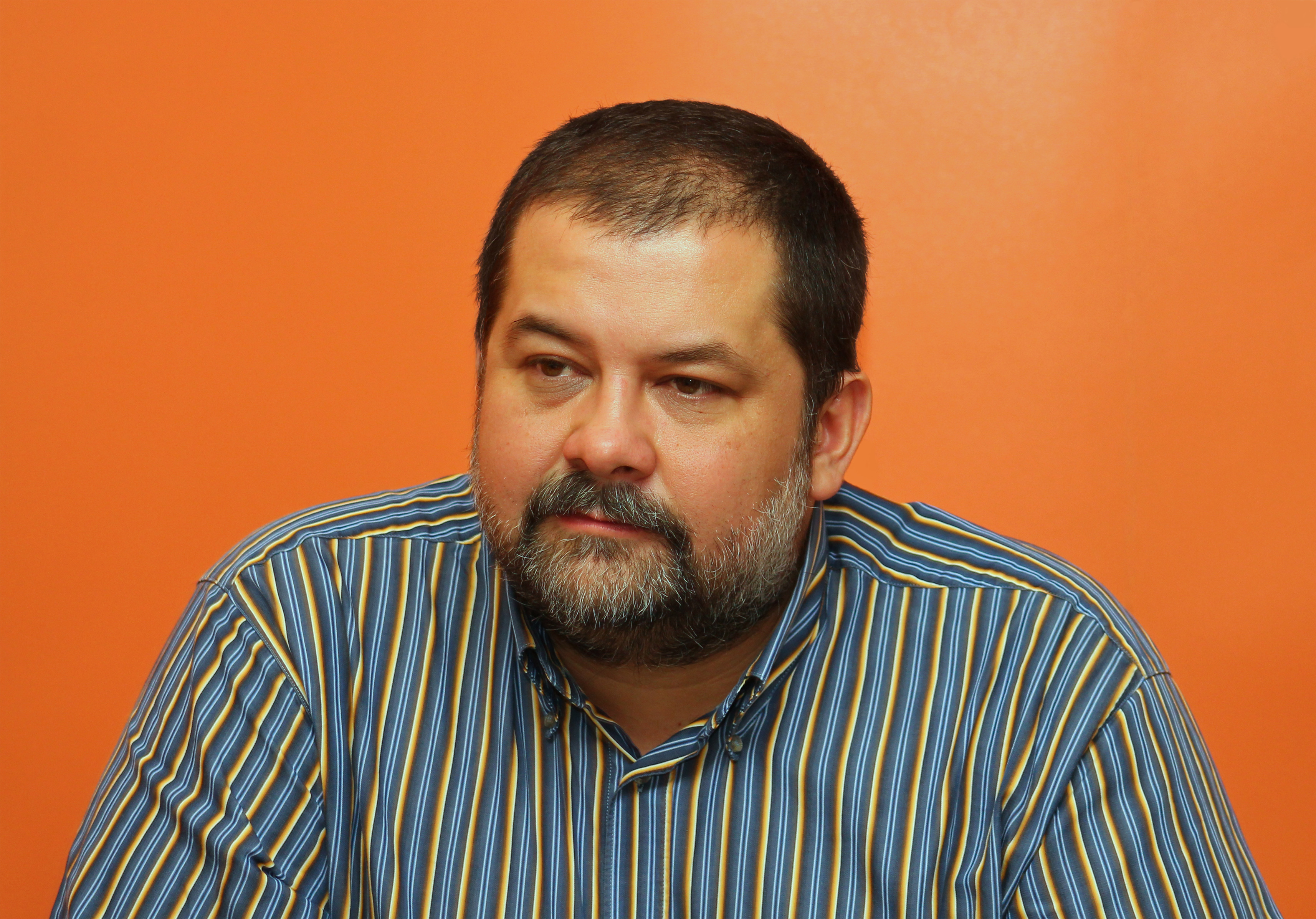
Сергей Лукьяненко

По словам Сергея Лукьяненко, на написание «Последнего Дозора» его побудили негативные отзывы в Интернете после завершения работы над романом «Черновик». Сам писатель оценивает ситуацию, как смешную. «Черновик» был почти полностью выложен в сети, лишь с небольшим продолжением на бумаге, в результате чего читатели «поругивали» Лукьяненко за то, что он «разленился», написав за полтора года всего один роман. В ответ на это писатель решил попробовать написать следующую книгу очень быстро. В итоге роман «Последний Дозор» был написан с «реактивной скоростью» всего за сорок дней. Для этого писатель «взял отпуск, отказался от всех развлечений, встреч, и сидел над романом с утра до вечера». Лукьяненко также отметил, что ему самому «было приятно убедиться, что он умеет писать быстро, как в молодости».
Кроме того, Сергей Лукьяненко хотел «рассказывать дальше эту историю» из-за множества специально оставленных недосказанностей в прошлых книгах, в частности, о том, что находится на пятом слое Сумрака. Писатель отметил, что «практически каждый день» кто-нибудь из читателей спрашивал про это. Поэтому в четвёртом романе серии Лукьяненко «все тайны сумрака раскрыл полностью», рассказав не только про пятый, но и про шестой и седьмой слои. Таким образом, по словам автора, роман должен был «расставить какие-то точки над „и“, раскрыть какие-то оставшиеся тайны». Также писатель заметил, что было бы «несколько некорректно» по отношению к читателям лишать всех Иных магической силы в третьей книге, не позволив читателям «вновь встречаться с полюбившимися героями». Это также повлияло на решение о продолжении серии. Лукьяненко подчеркнул, что на протяжении всего цикла, несмотря на естественность мрачных сцен в романах про вампиров, он старался их избегать. Хотя именно в «Последнем Дозоре» сознательно немного отступил от этого правила, чтобы развенчать привлекательность вампиров для читателей. По словам писателя, «нельзя вот так слишком уж приукрашивать силы зла».
По поводу расхождений между книжной серией и экранизациями Лукьяненко заметил, что относится к этому «философски», рассматривая их как разные реальности. Так, в «Последнем Дозоре» писатель даже специально добавил эпизод, в котором Семён рассказывает Антону сцену из фильма «Ночной Дозор», выдавая её за приснившийся сон, после чего персонажи обсуждают проблему параллельных реальностей, в которых такое могло произойти на самом деле. Также Егор рассказывает Антону, что ему приснилось, будто он его сын, как это и представлено в фильме. Автор признаётся, что таким образом «немножко вот так пошутил, проведя параллели», которые, на его взгляд, показались забавными большинству читателей романа.
По завершении работы над романом Лукьяненко признал, что «Последний Дозор» не обязательно станет последней книгой серии, однако некоторый перерыв перед написанием очередного романа цикла последует, чтобы он мог «немножко от этих героев отдохнуть». В интервью для журнала «Мир фантастики» писатель даже заявил, что «постарается сделать пятый роман», при этом точно не знает, станет ли и он последним.
| Год  | Издательство                  | Место издания   | Серия                        | Тираж           | Примечание | Источник |
| ---- | ----------------------------- | --------------- | ---------------------------- | --------------- | --- | -------- |
| 2006 | АСТ, АСТ Москва, Хранитель    | Москва          |                              | 7000 + 5100     | Первые четыре романа цикла о «Дозорах».                                                                                               | [ 8 ]    |
| 2006 | АСТ, АСТ Москва // Харвест    | Москва // Минск | Звездный лабиринт            | 100000          | Четвёртый роман цикла «Дозоры». | [ 9 ]    |
| 2006 | АСТ, АСТ Москва               | Москва          | Чёрная серия (танковая щель) | 200000 + 200000 | Четвёртый роман из цикла «Дозоры». | [ 10 ]   |
| 2006 | АСТ, АСТ Москва, Транзиткнига | Москва          | Звездный лабиринт: коллекция | 40000           | Третий и четвёртый романы цикла о Дозорах.                                                                                            | [ 11 ]   |
| 2012 | Астрель                       | Москва          | Весь (гигант)                | 3000            | Первые пять романов цикла «Дозоры» в одном томе.                                                                                      | [ 12 ]   |
| 2015 | АСТ                           | Москва          | Весь (гигант)                | 3000            | Шесть романов цикла «Дозоры» в одном томе. Иллюстрация на обложке — коллаж обложек Aнри, А. Манохина, В. Бондаря, Е. Деко, А. Фереза. | [ 13 ]   |
| 2015 | АСТ                           | Москва          | Дозоры                       | 3000            | Четвёртый роман основного цикла о «Дозорах».                                                                                          | [ 14 ]   |

| Год  | Название             | Издательство                   | Место издания | Язык       | Переводчик     | Источник |
| ---- | -------------------- | ------------------------------ | ------------- | ---------- | -------------- | -------- |
| 2006 | Poslední hlídka      | Triton, Argo                   | Прага         | Чешский    | Л. Дворжак     | [ 15 ]   |
| 2007 | Wächter der Ewigkeit | Heyne                          | Мюнхен        | Немецкий   | C. Pöhlmann    | [ 16 ]   |
| 2007 | Ostatni patrol       | Wydawnictwo Mag                | Варшава       | Польский   | Э. Скурская    | [ 17 ]   |
| 2007 | Последен патрул      | ИнфоДар                        | София         | Болгарский | В. Велчев      | [ 18 ]   |
| 2008 | The Last Watch       | Anchor Canada                  | Торонто       | Английский | Э. Бромфилд    | [ 19 ]   |
| 2009 | The Last Watch       | Arrow Books                    | Лондон        | Английский | Э. Бромфилд    | [ 20 ]   |
| 2009 | The Last Watch       | Miramax                        | Нью-Йорк      | Английский | Э. Бромфилд    | [ 21 ]   |
| 2009 | Utolsó Őrség         | Galaktika Fantasztikus Könyvek |               | Венгерский | W. Györgyi     | [ 22 ]   |
| 2014 | Ostatni patrol       | Wydawnictwo Mag                | Варшава       | Польский   | Э. Скурская    | [ 23 ]   |
| 2014 | 最后的守护人         | 上海文艺                       |               | Китайский  | 张俊翔, 范洁清 | [ 24 ]   |

## Критика и оценки
Лаборатория Фантастики

 Goodreads

 LibraryThing
Светлана Карачарова, Петр Тюленев и Михаил Попов в начале 2006 года в журнале «Мир фантастики» назвали роман «Последний Дозор» самым ожидаемым фантастическим произведением года. По мнению критиков, из всех российских фантастических произведений именно романы «Дозорной» серии больше всего приблизились к культовому статусу. Предсказуемым назвали появление четвёртой книги серии также авторы «Мира фантастики» Николай Пегасов, сославшийся на тот факт, что в предыдущем романе история главного героя явно не завершилась, и Анатолий Гусев, по словам которого это был один «из самых предсказуемых книжных хитов 2006 года».
По мнению Николая Пегасова, тем, кто с удовольствием прочитал предыдущие книги серии, необходимо прочитать и четвёртую часть. Остальным же новый роман может и не понравиться. Пегасов обратил внимание на перемены, произошедшие с главным героем: из парня, «склонного к нездоровым излишествам», тот превратился в «образцового семьянина». Городецкий, подобно герою ролевой игры, постепенно от романа к роману набирал опыт и расширял способности, достигнув к четвёртой книге уровня мага вне категорий. В сюжете Пегасов отметил появление несвойственных Лукьяненко черт типичной «сериальной» литературы. Для части персонажей не выписан характер, а иногда отсутствует даже имя. Отдельные эпизоды существенно ускорились или даже «теряются в энтропии событий».
Анатолий Гусев в «Мире фантастики» пишет, что четвёртая часть не уступает трём предыдущим, сохранив общую структуру и одновременно с привлекательной простотой расширив знания о мире Иных. «Изрядно возмужавший» главный герой «городской фэнтези» оказывается вовлечён в детективный сюжет с убийствами и заговорами «без лишней нравоучительности и патетики». Гусев отметил, что «изменить жизнь» книга, конечно, не в состоянии, но при этом «чтение вполне лёгкое и приятное».

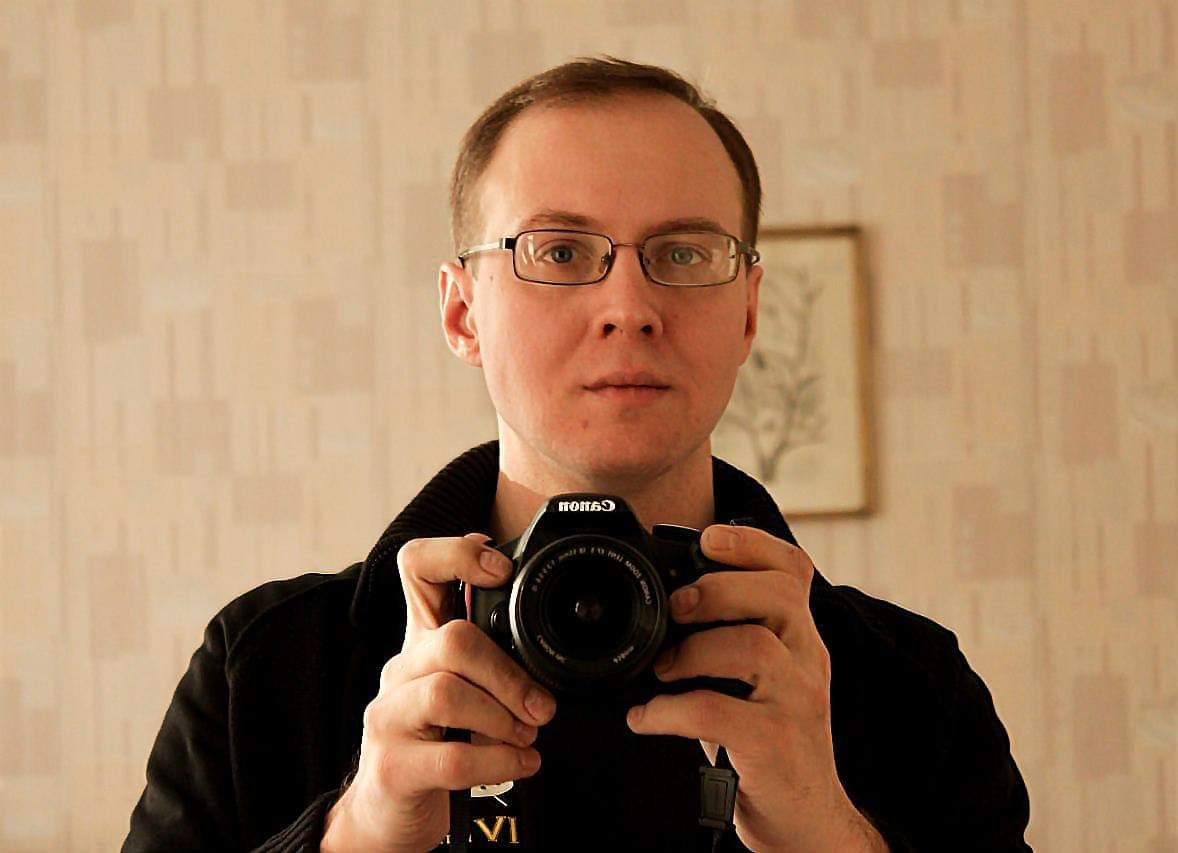
Василий Владимирский

Василий Владимирский обратил внимание на явное отличие «Дозорной» серии от прочего творчества писателя. Для Лукьяненко характерно сначала создать необычный мир, «долго и увлекательно описывая его устройство устами героев», а потом начать его «деконструкцию», отметил критик. При этом «чёрное и белое меняются местами», а персонажи оказываются ни положительными, ни отрицательными. В «Дозорной» серии характерные черты «деконструкции» проявились именно в «Последнем Дозоре», чему, по мнению Владимирского, значительно поспособствовали экранизации первых двух книг.
Среди обозревателей, оценивших «Последний Дозор» не столь высоко, был журналист и критик Александр Ройфе, назвавший его в «Литературной газете» «всего-навсего очередной порцией приключений Антона Городецкого и прочих Иных». Критик отметил отсутствие некоторого принципиального развития мира «Дозоров» в книге. По словам Ройфе, роман сильно напоминает «плохую компьютерную игрушку», где происходит только «механическое увеличение характеристик» мира и персонажей, в частности, открываются новые слои Сумрака, растут магические уровни героев. Критик, оценив произведение как сравнительно качественное, в то же время подчеркнул, что книга скорее является коммерческим продуктом, сильно уступая первым романам серии.
Антон Глебов в рецензии для журнала «Если» также назвал роман «явно издательским проектом», рассчитанным на значительные тиражи благодаря выходу второго фильма по книгам серии. Однако даже такой проходной роман, по мнению критика, может оказаться качественным литературным произведением, соответствующим циклу и в чём-то даже превосходящим некоторые прошлые части. Глебов отметил соблюдение в книге всех «базовых принципов сиквела», таких, как использование уже известных персонажей, непротиворечивое изменение мироустройства и композиция текста. Роман «весьма занимательный и даже познавательный», присутствуют неожиданные сюжетные повороты, интересные мысли и идеи, а также «непредсказуемая развязка».
Дмитрий Злотницкий в рецензии в журнале «Мир фантастики» заметил, что, работая над четвёртым романом серии, Лукьяненко «не выложился на все сто», поэтому «Последний Дозор» «не вызывает тех эмоций, которые пробуждали первые два романа серии». В частности, критик, как Ройфе, обратил внимание, что развитие личностей персонажей сменилось всего лишь ростом их магических способностей, а «неповторимый колорит» прошлых произведений уступил место масштабности действия.
В 2007 году на «РосКоне» — конференции писателей, работающих в жанре фантастики, — роман «Последний Дозор» был удостоен премии «Бронзовый РОСКОН» за третье место в номинации «Роман». В том же году роман был номинирован на премию «Сигма-Ф» — приз читательских симпатий журнала «Если». Годом ранее «Последний Дозор» был номинирован на премии «Итоги года» от журнала «Мир фантастики» в номинациях «Книги — Лучшее продолжение отечественного цикла» и «Книги — Лучшая отечественная мистика, триллер, городское фэнтези».

## Адаптации

### Аудиокнига
В 2006 году в Москве издательская группа «АСТ», совместно с входящим в состав холдинга издательством «Аудиокнига», выпустила аудиокнигу «Последний Дозор» по роману Сергея Лукьяненко. Текст продолжительностью 11 часов 28 минут читает Константин Хабенский. Аудиокнига в формате монолога в сопровождении звуковых эффектов вышла на двух CD в серии «Бестселлер». Дмитрий Злотницкий в рецензии в журнале «Мир фантастики» заметил, что главным недостатком аудиокниги стал выбор в качестве чтеца Константина Хабенского. Несмотря на исполненную роль Городецкого в фильме, актёр для многих ассоциируется также со многими другими ролями в кино, что, по мнению Злотницкого, «серьёзно мешает погружению в мир Дозоров».

### Игра
Весной 2007 года по мотивам книг «Дозорного» цикла вышла многопользовательская онлайн java-игра «Последний Дозор», в которой игроки имеют возможность сражаться друг с другом в мире Дозоров с мобильного телефона. После установки соответствующего приложения игроку предстояло выбрать между Светом и Тьмой, патрулировать Москву и вступать в поединки с игроками противоположного Дозора за установление контроля над городом. Действие игры происходит на виртуальной карте Москвы. Каждый персонаж имеет свои уникальные способности, характеристики и развитие. По мере роста игрок может проникать на более глубокие слои Сумрака.